# Martin de Pedrozelos
Martin de Pedrozelos (fl. XIII secolo) è stato un trovatore e poeta, portoghese, possibilmente della fine del XIII secolo.
È autore di dieci componimenti poetici: una cantiga de amor e nove cantigas de amigo, una delle quali dialogata. 